# Roberto Duarte Jr.
Roberto Duarte Júnior (Porto Alegre, 25 de abril de 1975) é um advogado e político brasileiro filiado ao Republicanos.

## Carreira Política
Iniciou sua carreira política almejando o cargo de senador pelo Acre nas eleições de 2014, terminando a disputa em terceiro lugar, mas não se elegendo.
Conquistou seu primeiro cargo eletivo com sua eleição para vereador de Rio Branco, sendo o vereador mais votado daquele ano, com 3.984 votos (2,08%). 
Antes do término de seu mandato como vereador, foi eleito deputado estadual pelo Acre nas eleições de 2018, sendo o segundo mais votado, com 9.405 votos (2,22%). 
Foi candidato a prefeito nas eleições municipais de 2020 em Rio Branco, ficando em 4° lugar, com 12.362 votos (6,97%), não disputando o segundo turno.
Nas eleições estaduais de 2022 foi eleito pelo partido Republicanos, ao cargo de deputado federal para a 57.ª legislatura (2023 — 2027) com 14.522 votos.
Em maio de 2023, foi escolhido como presidente estadual no Acre pelo seu partido Republicanos.

## Controvérsias

### Impunidade a políticos acusados de assassinato
Em 10 de abril de 2024, Roberto Duarte (REPU-AC) foi um dos deputados que votou na Comissão de Constituição e Justiça da Câmara dos Deputados em favor da soltura do deputado Chiquinho Brazão que é acusado pela Polícia Federal de ser mandante do assassinato da ex-vereadora carioca Marielle Franco e, também, de possuir vínculos com organizações criminosas milicianas do Rio de Janeiro.